# 大於胎齡兒
大於胎齡兒（Large for gestational age），也稱作巨嬰症，用於描述出生時體重特別重的嬰兒，是與其他相同發育年齡的嬰兒相比，體重超過體重生長曲線圖的90%或以上（其體重比90%相同發育年齡的嬰兒要重）。巨大兒（Macrosomia）也是一個類似描述出生體重過重的術語，但指的是絕對測量值，與胎齡無關。通常診斷巨大兒的閾值是出生時體重在 4,000 到 4,500 克或更多之間，但此一定義還很不一致。